# Habib Diarra
Mouhamadou Habib Diarra (* 3. ledna 2004) je senegalský profesionální fotbalista, který hraje na pozici záložníka za anglický klub Sunderland AFC a senegalský národní tým.

## Klubová kariéra

### Štrasburk
Mládežnický produkt Mulhouse a Štrasburku, Diarra podepsal svou první profesionální smlouvu se Štrasburkem 18. srpna 2021. Svou profesionální premiéru si odbyl 17. října 2021 v zápase Ligue 1, kde vyhráli 5:1 nad Saint-Étienne.

### Sunderland
Dne 1. července 2025 Diarra přestoupil do klubu Sunderland AFC v Premier League, kde podepsal pětiletou smlouvu.

## Reprezentační kariéra
Diarra se narodil v Senegalu a v mladém věku se přestěhoval do Francie. Byl mládežnickým reprezentantem Francie, když reprezentoval Francii U16, U18, U19 a U21. V březnu 2024 Diarra přijal pozvánku od Aliou Cissého a tím se připojil k Senegalu.
Svůj debut za senegalský národní tým si odbyl 22. března 2024 v přátelském zápase proti Gabonu.

## Statistiky

### Klubové
Platí k zápasu hranému 17. května 2025.
| Klub              | Sezóna            | Liga                   | Liga   | Liga | Národní pohár | Národní pohár | Kontinentální | Kontinentální | Ostatní | Ostatní | Celkově | Celkově |
| Klub              | Sezóna            | Soutěž                 | Zápasy | Góly | Zápasy        | Góly          | Zápasy        | Góly          | Zápasy  | Góly    | Zápasy  | Góly    |
| ----------------- | ----------------- | ---------------------- | ------ | ---- | ------------- | ------------- | ------------- | ------------- | ------- | ------- | ------- | ------- |
| Štrasburk B       | 2021/22           | Championnat National 3 | 6      | 1    | —             | —             | —             | —             | —       | —       | 6       | 1       |
| Štrasburk B       | 2022/23           | Championnat National 3 | 1      | 0    | —             | —             | —             | —             | —       | —       | 1       | 0       |
| Štrasburk B       | Celkově           | Celkově                | 7      | 1    | —             | —             | —             | —             | —       | —       | 7       | 1       |
| Štrasburk         | 2021/22           | Ligue 1                | 4      | 0    | 0             | 0             | —             | —             | —       | —       | 4       | 0       |
| Štrasburk         | 2022/23           | Ligue 1                | 29     | 3    | 1             | 0             | —             | —             | —       | —       | 30      | 3       |
| Štrasburk         | 2023/24           | Ligue 1                | 31     | 2    | 3             | 1             | —             | —             | —       | —       | 34      | 3       |
| Štrasburk         | 2024/25           | Ligue 1                | 28     | 4    | 3             | 0             | —             | —             | —       | —       | 31      | 4       |
| Štrasburk         | Celkově           | Celkově                | 92     | 9    | 7             | 1             | 0             | 0             | 0       | 0       | 99      | 10      |
| Celkově v kariéře | Celkově v kariéře | Celkově v kariéře      | 99     | 10   | 7             | 1             | 0             | 0             | 0       | 0       | 106     | 11      |

### Reprezentační
Platí k zápasu hranému 10. června 2025.
| Národní tým | Rok     | Zápasy | Góly |
| ----------- | ------- | ------ | ---- |
| Senegal     | 2024    | 9      | 3    |
| Senegal     | 2025    | 2      | 1    |
| Celkově     | Celkově | 11     | 4    |

#### Reprezentační góly
Skóre a výsledky Senegalu jsou vždy zapsány jako první. Góly Habiba Diarry jsou zvýrazněny.
| Gól | Datum              | Místo                                           | Soupeř       | Skóre | Výsledek | Soutěž                                   |
| --- | ------------------ | ----------------------------------------------- | ------------ | ----- | -------- | ---------------------------------------- |
| 1.  | 14. listopadu 2024 | Stade du 26 Mars, Bamako, Mali                  | Burkina Faso | 1:0   | 1:0      | Kvalifikace na Africký pohár národů 2025 |
| 2.  | 19. listopadu 2024 | Diamniadio Olympic Stadium, Diamniadio, Senegal | Burundi      | 1:0   | 2:0      | Kvalifikace na Africký pohár národů 2025 |
| 3.  | 19. listopadu 2024 | Diamniadio Olympic Stadium, Diamniadio, Senegal | Burundi      | 2:0   | 2:0      | Kvalifikace na Africký pohár národů 2025 |
| 4.  | 10. června 2025    | City Ground, Nottingham, Anglie                 | Anglie       | 2:1   | 3:1      | Přátelský zápas                          |